# Сёмин, Александр Валерьевич
Алекса́ндр Вале́рьевич Сёмин (род. 3 марта 1984, Красноярск) — российский хоккеист, крайний нападающий. Двукратный чемпион мира (2008, 2012). Заслуженный мастер спорта России (2009). С 2022 года — президент хоккейного клуба «Сокол» (Красноярск).

## Биография

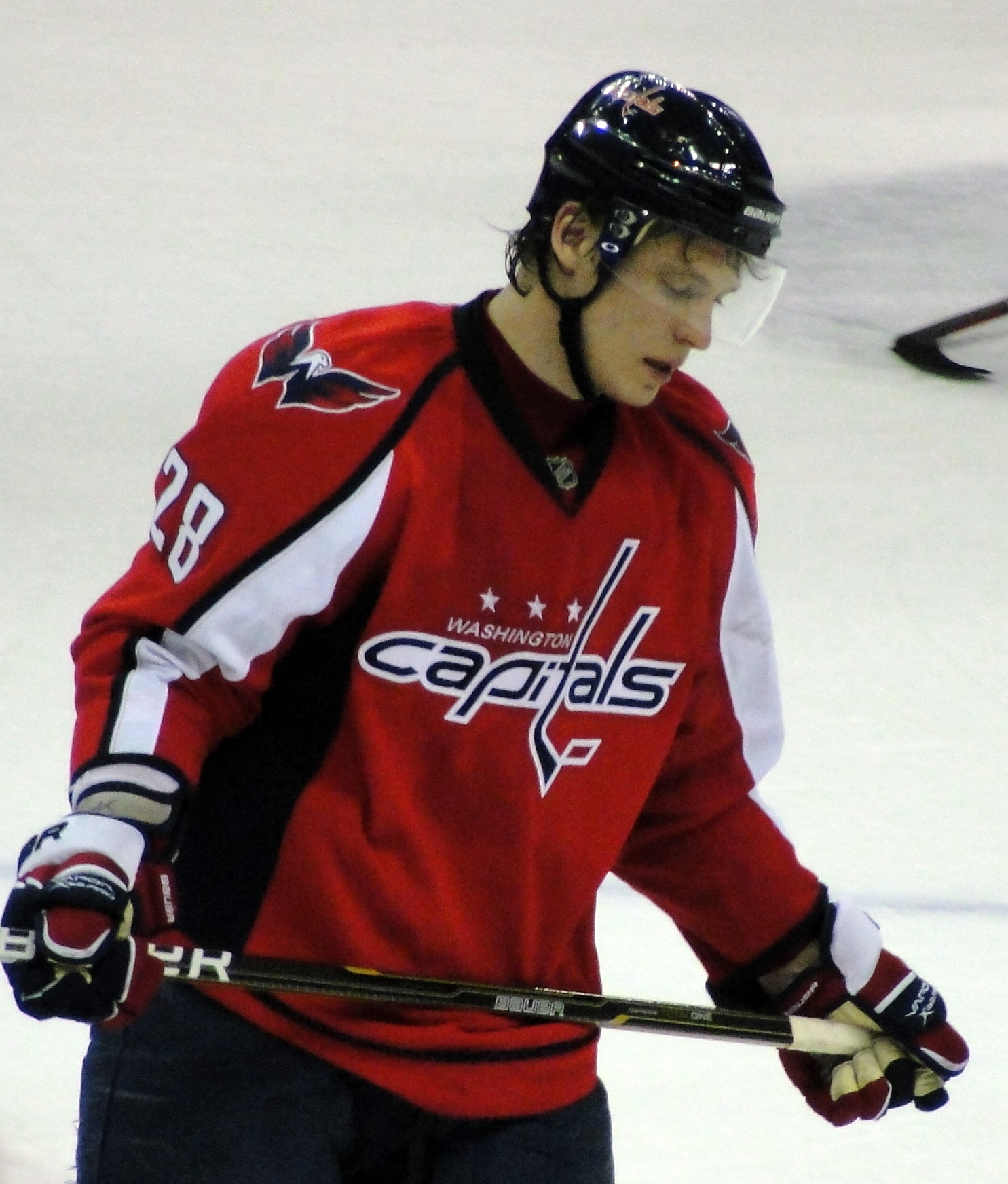
В составе «Вашингтон Кэпиталз»

Учился в школе № 141 Красноярска. С детства увлекался хоккеем, играл за красноярскую юношескую команду «Сокол».
Сезон 2001/02 был началом карьеры — именно в этом сезоне Александр перешёл из молодёжной команды в основную, сыграв за челябинский «Трактор» 46 матчей в Высшей лиге.
В 2002 году Сёмин стал играть за «Ладу» (Тольятти), за сезон 2002/03 забросил десять шайб и сделал семь голевых передач. В возрасте 19 лет впервые сыграл на чемпионате мира 2003 года. В семи матчах забросил три шайбы и сделал две передачи, но сборная России «вылетела» уже в четвертьфинале, проиграв Чехии.
В 2003 году Сёмин начал играть в клубе НХЛ «Вашингтон Кэпиталз», в своём дебютном сезоне 2003/04 набрал 22 очка (10 шайб + 12 передач) в 52 матчах. После завершения регулярного чемпионата провёл концовку сезона в клубе АХЛ «Портленд Пайретс».
На время локаута в НХЛ Александр вернулся в тольяттинскую «Ладу». Там же он начал и следующий сезон 2005/06 года.
В связи с финансовыми трудностями клуб вынужден был отпустить некоторых игроков. Но поскольку Сёмин всё ещё служил в российской армии, он не смог покинуть клуб. Тогда его агент и адвокаты подали иск в суд, а сам Александр перешёл в «Химик» (Мытищи).
Шесть сезонов подряд (2006—2012) выступал за «Вашингтон Кэпиталз», став одним из лидеров атаки наряду с Александром Овечкиным. В сезоне 2006/07 набрал 73 очка (38+35) в 77 матчах, в сезоне 2009/10 набрал 84 очка (40+44), установив рекорд результативности в своей карьере.
После завершения сезона 2011/12, когда у Сёмина закончился контракт с «Вашингтоном», клуб не стал подписывать с ним новый контракт. 26 июля 2012 года Александр подписал однолетний контракт с «Каролина Харрикейнз» с зарплатой в 7 млн долларов США.
Во время локаута в НХЛ (2012/13) провёл четыре матча за клуб ВХЛ «Сокол» (Красноярск). Сёмин хотел сыграть их бесплатно, но, согласно регламенту, в ВХЛ минимальная зарплата игрока в месяц составляла 50 тыс. рублей, которые Александр направил на нужды детской команды. Решение выступать за «Сокол» Александр объяснил желанием отдать должное клубу, в котором он делал первые шаги в хоккее, а также дать возможность своим друзьям, близким и другим красноярским болельщикам лично посетить матчи с его участием. После четырёх матчей за «Сокол», в которых Сёмин набрал четыре очка (2+2), он подписал контракт с клубом КХЛ «Торпедо» из Нижнего Новгорода. В марте 2013 года контракт с «Каролиной» был продлён на 5 лет, сумма соглашения составляет 7 млн долларов США в год.
Первоначально Сёмин не был включён в состав сборной России, объявленный 7 января 2014 года для участия в Олимпиаде 2014, и отсутствие Сёмина в заявке вызвало многочисленные критические комментарии. После того как Сергей Соин получил травму, Сёмин заменил его в заявке сборной. По словам Зинэтулы Билялетдинова, у тренеров была предварительная договорённость с Александром Сёминым о вызове его в команду в случае необходимости.
Третий сезон за «Каролину» для нападающего оказался самым худшим за время выступления в НХЛ. Сёмин — один из самых высокооплачиваемых хоккеистов в команде — на протяжении всего регулярного чемпионата 2014/15 демонстрировал очень низкие показатели результативности, из-за чего главный тренер «Харрикейнз» Билл Питерс был очень недоволен игрой нападающего. «Каролина» в конце июня выставила Александра на драфт отказов, однако ни один из клубов лиги не захотел брать себе в состав Сёмина. 1 июля контракт нападающего был выкуплен клубом, и хоккеист получил статус неограниченно свободного агента. Из-за досрочного расторжения соглашения «Каролина» обязана в течение шести лет выплачивать Александру компенсацию в размере 2,33 млн долларов США ежегодно.
24 июля Сёмин подписал договор с «Монреаль Канадиенс» сроком на 1 год и общей стоимостью 1,1 млн долларов США. 7 декабря Александр был выставлен на драфт отказов, а уже 10 декабря «Монреаль» разорвал контракт с хоккеистом. За время пребывания в команде Сёмин принял участие в 15 матчах, набрал четыре очка, забросив одну шайбу и сделав три передачи.
В декабре 2015 года Сёмин вернулся в Россию и подписал контракт с клубом КХЛ «Металлург» (Магнитогорск), в составе которого, по итогам сезона 2015/2016 завоевал кубок Гагарина
30 июля 2022 года Сёмин устроил на «Платинум-Арене» прощальный матч, знаменующий окончание его игровой карьеры.

## Личная жизнь
Отец — Валерий Алексеевич (1950—2020), футболист и хоккеист, один из основателей ХК «Сокол», председатель Федерации хоккея Красноярского края. Мать — Татьяна Александровна.
Жена Алёна (с 28 июля 2014 года). 19 августа 2015 года родился сын Александр. В декабре 2017 года в США родился второй сын Даниил.

## Статистика
| Легенда | Легенда                    | Легенда | Легенда                   | Легенда | Легенда    |
| ------- | -------------------------- | ------- | ------------------------- | ------- | ---------- |
| И       | Количество проведённых игр | Штр     | Штрафное время            | +/−     | Плюс-минус |
| Г       | Голы                       | П       | Голевые передачи          | О       | Очки       |
| -       | Статистика неизвестна      | —       | Статистика не учитывалась |         |            |